# Würzburské velkovévodství
Würzburské velkovévodství (německy Großherzogtum Würzburg), též Vircpurské velkovévodství) byla německá monarchie rozkládající se kolem města Würzburg na počátku 19. století.

## Historie
V důsledku smlouvy z Lunéville bylo v roce 1803 světské panství würzburského knížete biskupa sekularizováno a věnováno Bavorskému kurfiřtství. Tentýž rok byl Ferdinand III. Toskánský kompenzován za ztrátu Toskánska nově zřízeným Salcburským kurfiřtstvím, které ale již roku 1805 získalo Rakouské císařství. Ferdinand III. tedy náhradou získal vévodství würzburské a Bavorsko náhradou obdrželo Tyrolsko.
Ferdinandův stát byl krátce znám jako Kurfiřtství würzburské, ale vzhledem k rozpuštění Svaté říše římské roku 1806 bylo povýšeno na velkovévodství a vstoupilo do Rýnského spolku. Roku 1810 byl k velkovévodství připojen Schweinfurt.
Po bitvě u Lipska roku 1813 Ferdinand zrušil spojenectví s Napoleonem a roku 1814 bylo velkovévodství zrušeno a začleněno do Bavorska. Nicméně Vídeňský kongres vrátil Ferdinandovi Toskánsko a katolická diecéze Würzburg byla obnovena roku 1831 již bez světské moci.